# Mark Frankel
Mark Frankel (Pontrhydyfen, 13 giugno 1962 – Londra, 24 settembre 1996) è stato un attore britannico.

## Biografia
Attore caratterista, nato in Galles ma cresciuto a Londra, si fece conoscere al grande pubblico nel 1991 per il ruolo di Michelangelo Buonarroti nel Bio-pic per la televisione La primavera di Michelangelo.
Morì in un incidente stradale nel 1996, a soli 34 anni, mentre viaggiava a bordo di una Harley-Davidson gialla della quale esistevano solo altri sei esemplari al mondo.
Suo figlio, Fabien Frankel, ha seguito le orme del padre, diventando anch'egli un attore.

## Filmografia parziale
- La primavera di Michelangelo (A Season of Giants) - miniserie TV (1991)
- E Caterina... regnò (Young Catherine), regia di Michael Anderson - miniserie TV (1991)
- Kindred: The Embraced (1996)